# Ruta Estatal de Nevada 446
La Ruta Estatal de Nevada 446, y abreviada SR 446 (en inglés: Nevada State Route 446) es una carretera estatal estadounidense ubicada en el estado de Nevada. La carretera inicia en el Oeste desde la SR 445     en Sutcliffe hacia el Este en la SR 447     en Nixon. La carretera tiene una longitud de 21,2 km (13.156 mi).

## Mantenimiento
Al igual que las autopistas interestatales, y las rutas federales y el resto de carreteras estatales, la Ruta Estatal de Nevada 446 es administrada y mantenida por el Departamento de Transporte de Nevada por sus siglas en inglés Nevada DOT.